# Remauville
Remauville és un municipi francès, situat al departament de Sena i Marne i a la regió de Illa de França. L'any 2007 tenia 436 habitants.
Forma part del cantó de Nemours, del districte de Fontainebleau i de la Comunitat de comunes Moret Seine et Loing.

## Demografia

### Població
El 2007 la població de fet de Remauville era de 436 persones. Hi havia 158 famílies, de les quals 31 eren unipersonals (12 homes vivint sols i 19 dones vivint soles), 50 parelles sense fills, 62 parelles amb fills i 15 famílies monoparentals amb fills.
La població ha evolucionat segons el següent gràfic:
Habitants censats

### Habitatges
El 2007 hi havia 196 habitatges, 157 eren l'habitatge principal de la família, 20 eren segones residències i 19 estaven desocupats. Tots els 195 habitatges eren cases. Dels 157 habitatges principals, 134 estaven ocupats pels seus propietaris, 16 estaven llogats i ocupats pels llogaters i 7 estaven cedits a títol gratuït; 6 tenien dues cambres, 18 en tenien tres, 47 en tenien quatre i 86 en tenien cinc o més. 121 habitatges disposaven pel capbaix d'una plaça de pàrquing. A 68 habitatges hi havia un automòbil i a 81 n'hi havia dos o més.

### Piràmide de població
La piràmide de població per edats i sexe el 2009 era:
| Homes | Edats   | Dones |
| ----- | ------- | ----- |
| 0     | 95 o +  | 0     |
| 0     | 90 a 94 | 4     |
| 4     | 85 a 89 | 4     |
| 4     | 80 a 84 | 0     |
| 12    | 75 a 79 | 4     |
| 8     | 70 a 74 | 20    |
| 0     | 65 a 69 | 4     |
| 16    | 60 a 64 | 16    |
| 0     | 55 a 59 | 4     |
| 16    | 50 a 54 | 4     |
| 4     | 45 a 49 | 8     |
| 8     | 40 a 44 | 12    |
| 20    | 35 a 39 | 20    |
| 24    | 30 a 34 | 16    |
| 16    | 25 a 29 | 16    |
| 4     | 20 a 24 | 16    |
| 12    | 15 a 19 | 4     |
| 12    | 10 a 14 | 12    |
| 12    | 5 a 9   | 24    |
| 8     | 0 a 4   | 4     |

## Economia
El 2007 la població en edat de treballar era de 276 persones, 208 eren actives i 68 eren inactives. De les 208 persones actives 193 estaven ocupades (104 homes i 89 dones) i 16 estaven aturades (7 homes i 9 dones). De les 68 persones inactives 22 estaven jubilades, 29 estaven estudiant i 17 estaven classificades com a «altres inactius».

### Ingressos
El 2009 a Remauville hi havia 161 unitats fiscals que integraven 462 persones, la mediana anual d'ingressos fiscals per persona era de 19.199 €.

### Activitats econòmiques
Dels 18 establiments que hi havia el 2007, 1 era d'una empresa alimentària, 2 d'empreses de fabricació d'altres productes industrials, 5 d'empreses de construcció, 4 d'empreses de comerç i reparació d'automòbils, 1 d'una empresa de transport, 2 d'empreses d'informació i comunicació, 1 d'una empresa immobiliària, 1 d'una entitat de l'administració pública i 1 d'una empresa classificada com a «altres activitats de serveis».
Dels 5 establiments de servei als particulars que hi havia el 2009, 1 era un taller de reparació d'automòbils i de material agrícola, 2 paletes, 1 guixaire pintor i 1 empresa de construcció.
Dels 2 establiments comercials que hi havia el 2009, 1 era un supermercat i 1 una fleca.
L'any 2000 a Remauville hi havia 10 explotacions agrícoles que ocupaven un total de 1.310 hectàrees.

## Equipaments sanitaris i escolars
El 2009 hi havia una escola elemental integrada dins d'un grup escolar amb les comunes properes formant una escola dispersa.

## Poblacions més properes
El següent diagrama mostra les poblacions més properes.